# María del Carmen Reina Jiménez
María del Carmen Reina Jiménez, conocida como Chicha Reina Jiménez, (Las Palmas de Gran Canaria, 8 de diciembre de 1942) es una ensayista, escritora, activista y política española.

## Trayectoria
Chicha Reina desarrolló su labor profesional como profesora de infantil y primaria, actividad que compaginó con la militancia política como concejala en el Ayuntamiento de Santa Brígida (Gran Canaria), cargo que ocupó de 1991 a 1999. Como investigadora, destacan sus trabajos centrados en la difusión de temas relacionados con la mujer y la cultura en el archipiélago canario. En el año 2010, publicó Mujeres y Cultura un trabajo de investigación que recopila las biografías de 98 mujeres canarias destacadas por su actividad en el ámbito de la música y danza, escultura y cerámica, pintura, literatura y diseño.
En marzo de 2018, presentó Mujeres en la isla, en la Casa de Colón de Las Palmas de Gran Canaria, un trabajo de recopilación e investigación en relación con la revista Mujeres en la isla, publicación de autoría íntegramente femenina que se publicó en Gran Canaria entre noviembre de 1953 y diciembre de 1964. La revista contó con la participación, entre otras, de las poetas canarias Pino Ojeda, Chona Madera, Josefina de la Torre y Natalia Sosa Ayala, y la escritora Carmen Conde. Chicha Reina presentó esta obra en la isla de Lanzarote en julio de 2018 y en Gáldar (Gran Canaria), en el marco de la Charla literaria 'El Ultílogo', en enero de 2020.
En marzo de 2020, presentó en la Casa Colón de Las Palmas de Gran Canaria, el libro Antología de 100 escritoras canarias, que recoge las biografías de 112 literatas de las islas Canarias, así como muestras de sus obras.

## Reconocimientos
2015- La Agrupación Socialista de Telde (Gran Canaria) le concedió el premio de Igualdad por “su labor a favor de la igualdad”.
2016- El Ayuntamiento de Santa Brígida le otorgó el Premio Profesora Igualitaria “por su trabajo en pro de la eliminación de prácticas sexistas y discriminatorias en las aulas, por la crítica al androcentrismo en el currículo en los centros y por su esfuerzo para contribuir a construir comunidades y sociedades más igualitarias”.
2021- Las juventudes socialistas de Gran Canaria inauguraron una sala en su sede en reconocimiento a su trabajo en pro de la igualdad con el nombre de “Espacio feminista Chicha Reina”.
2024- La Universidad Fernando Pessoa de Guía (Gran Canaria) le otorga la distinción Honoris Causa. 

## Obra
- 2010 – Mujer y cultura en Canarias, Gobierno de Canarias. ISBN 978-84-616-4659-3.
- 2018 – Mujeres en la isla (1953-1964). Editorial Mercurio. ISBN 978-84-948360-1-5.
- 2020 – Antología de 100 escritoras canarias. Editorial Mercurio. ISBN 978-84-17890-69-8.
- 2021 - La genética y yo, Beginbook Ediciones, ISBN: 978-84-18588-62-4[10][11]
- 2021 - Natalia Sosa Ayala y mujeres en la isla. Editorial Mercurio. ISBN: 978-84-18588-52-5
- 2022- Las poetas en Mujeres en la Isla, Editorial Mercurio. ISBN: 978-84-125117-1-0
- 2023- El barítono, el pintor y su familia. La saga de la Torre. Beginbook Humanidades. ISBN: 978-84-126560-1-5[12]
- 2023- La traída del barro.  Beginbook Ediciones, ISBN 9788412734669
- 2024- Pintoras y pintores en las portadas de Mujeres en la isla (1955-1964), Mercurio Editorial, ISBN: 978-84-10092-42-6